# Lennart Metz
Lennart Metz (* 4. November 1993) ist ein ehemaliger deutscher Skilangläufer. Er startet für den WSC Erzgebirge Oberwiesenthal.

## Werdegang
Bereits im Alter von drei Jahren stand Lennart Metz zum ersten Mal auf Skiern. Er begann seine Karriere im Leistungszentrum St. Andreasberg im Harz.
Metz nahm bis 2013 an Juniorenrennen teil. Beim Europäischen Olympischen Winter-Jugendfestival 2011 in Liberec gewann er Bronze im Sprint. Im Januar 2013 holte er bei den Nordischen Junioren-Skiweltmeisterschaften in Liberec Gold im Sprint. Von 2013 bis 2015 trat er beim Alpencup an. Sein erstes von insgesamt fünf Weltcuprennen lief er im Februar 2013 in Davos, welches er auf den 55. Platz im Sprint beendete. Im März 2014 gewann er in Drammen mit dem 15. Rang im Sprint seine einzigen Weltcuppunkte.
Metz ist Sportsoldat der Bundeswehr-Sportfördergruppe im sächsischen Frankenberg.
Im Sommer 2016 gab sein Heimat-Skiklub SK Oker das vorzeitige Karriereende von Lennart Metz bekannt.

## Erfolge

### Siege bei Continental-Cup-Rennen
| Nr. | Datum          | Ort            | Disziplin        | Serie    |
| --- | -------------- | -------------- | ---------------- | -------- |
| 1.  | 9. Januar 2015 | Oberwiesenthal | Sprint klassisch | Alpencup |

## Platzierungen im Weltcup

### Weltcup-Statistik
Die Tabelle zeigt die erreichten Platzierungen im Einzelnen.
- 1.–3. Platz: Anzahl der Podiumsplatzierungen
- Top 10: Anzahl der Platzierungen unter den ersten zehn
- Punkteränge: Anzahl der Platzierungen innerhalb der Punkteränge
- Starts: Anzahl gelaufener Rennen in der jeweiligen Disziplin
- Hinweis: Bei den Distanzrennen erfolgt die Einordnung gemäß FIS.

| Platzierung         | Distanzrennen a | Distanzrennen a | Distanzrennen a | Distanzrennen a | Distanzrennen a | Skiathlon Verfolgung | Sprint | Etappen- rennen b | Gesamt | Team   | Team    |
| Platzierung         | ≤ 5 km          | ≤ 10 km         | ≤ 15 km         | ≤ 30 km         | > 30 km         | Skiathlon Verfolgung | Sprint | Etappen- rennen b | Gesamt | Sprint | Staffel |
| ------------------- | --------------- | --------------- | --------------- | --------------- | --------------- | -------------------- | ------ | ----------------- | ------ | ------ | ------- |
| 1. Platz            |                 |                 |                 |                 |                 |                      |        |                   |        |        |         |
| 2. Platz            |                 |                 |                 |                 |                 |                      |        |                   |        |        |         |
| 3. Platz            |                 |                 |                 |                 |                 |                      |        |                   |        |        |         |
| Top 10              |                 |                 |                 |                 |                 |                      |        |                   |        |        |         |
| Punkteränge         |                 |                 |                 |                 |                 |                      | 1      |                   | 1      | 1      |         |
| Starts              |                 |                 |                 |                 |                 |                      | 4      |                   | 4      | 1      |         |
| Stand: Karriereende |                 |                 |                 |                 |                 |                      |        |                   |        |        |         |